# Belle Gibson
Annabelle "Belle" Natalie Gibson, född 8 oktober 1991 i Launceston, Tasmanien, är en australisk influencer, kokboksförfattare och dömd svindlare.

## Biografi
Belle Gibson blev först känd när hon 2009 hävdade att hon vid 20 års ålder  diagnosticerats med en dödlig hjärntumör och endast skulle ha fyra månader kvar att leva. Efter att utan framgång genomgått traditionell behandling övergick hon till att prova alternativmedcin. Självbehandlingen bestod bland annat av vegetarisk glutenfri kost och ayurvedisk behandling. Hon började 2012 dokumentera sin sjukdomshistoria och alternativa självbehandling på sociala medier, och fick på Instagram 300 000 följare som inspirerades av hennes påstådda återhämtning från cancern via en hälsosam livsstil. 2013 lanserade hon mobilappen The Whole Pantry, med mat- och hälsoinspiration, som röstades fram av Apple som den bästa appen för mat och dryck. Appen fick 200 000 nedladdningar under första månaden. Året därpå gav hon också ut en kokbok med samma namn. Gibson hade försäkrat att stora delar av hennes nettoinkomst, som vid 2015 ska ha nått över en miljon australiska dollar, skulle skänkas vidare till välgörenhet.
I mars 2015 började journalister på två australiska tidningar undersöka sanningshalten i hennes historia. The Australian rapporterade att Gibson aldrig haft cancer och tidningen Fairfax avslöjade att Gibsons utlovade donationer till välgörenhet aldrig skett. Kort efter avslöjandena raderades Gibsons konton på sociala medier, och appen The Whole Pantry togs bort från Apple. Vid en intervju med Australian Women's Weekly erkände Gibson att hennes egen sjukdomshistoria var uppdiktad och skyllde på en svår uppväxt.
I september 2017 dömdes Gibson att betala 410 000 australiska dollar i böter för att ha lurat konsumenterna under förevändning att en stor del av intäkterna skulle gå till välgörande ändamål. Enligt domen har hon medvetet svindlat välmenande följare, men det kan samtidigt inte uteslutas att hon "led av en rad vanföreställningar om sitt hälsotillstånd" och tidvis faktiskt trodde att hon hade cancer.  Hon har dock inte visat tecken på ånger, och hennes böter lär ännu inte (2025) ha betalats trots att hon till synes levt lyxliv även efter domen.
TV-serien Apple Cider Vinegar som hade premiär på Netflix år 2025 är baserad på Gibsons historia. Serien beskrivs som ”en hyfsat sann historia, byggd på en lögn” ("a true-ish story, based on a lie”).